# Море
 Тази статия е за водните басейни на Земята.  За равнините на Луната вижте Лунно море.  
Морето е воден басейн, част от Световния океан, често в една или друга степен обособен от него посредством различни форми на релефа. Характеризира се с индивидуален хидроложки режим и климатични особености. Наименованието „море“ може да се отнася и за целия Световен океан. Например, в международното право морето включва целия Световен океан под границата на отлива, включително морското дъно, подземните ресурси под него и въздушното пространство над водната повърхност.
Някои безотточни басейни, като Аралско, Каспийско и Мъртво море, съдържат в наименованието си думата „море“, но от хидроложка гледна точка са соленоводни езера. Морета се наричат и тъмните морфологични образувания на повърхността на Луната – лунни морета.

## Геоложка история
Морета и океани съществуват, откакто се е образувала Земята. Преди около 4,6 млрд. години се формира сушата, а водните области – преди 3,6 млрд., което е не много по-късно. Тогава не са били обособени морета и океани. Имало само вода и вода. След това се появила сушата и се формирали морета. Животът се появил доста по-късно, тъй като температурата на водата достигала 80 °C и е трябвало да изминат няколко хилядолетия, за да може тя да спадне до нива, които са благоприятни за поява на живот.
Първите обитатели са били бактерии и едноклетъчни. Едва преди милиард години се появили наченките на многоклетъчни сложни организми. Преди 545 млн. години стотици необикновени създания обитавали океаните. Никое от тях не прилича на нито едно животно, познато днес.

## Хидрология

### Свойства на водата
| Вещество     | ‰ от водата (по маса) | ‰ от водата (по маса) | % от всички разтворени вещества | % от всички разтворени вещества |
| ------------ | --------------------- | --------------------- | ------------------------------- | ------------------------------- |
| Хлор         | 19                    | ,3                    | 55                              | ,0                              |
| Натрий       | 10                    | ,8                    | 30                              | ,6                              |
| Сулфат       | 2                     | ,7                    | 7                               | ,7                              |
| Магнезий     | 1                     | ,3                    | 3                               | ,7                              |
| Калций       | 0                     | ,41                   | 1                               | ,2                              |
| Калий        | 0                     | ,40                   | 1                               | ,1                              |
| Бикарбонат   | 0                     | ,10                   | 0                               | ,4                              |
| Бромид       | 0                     | ,07                   | 0                               | ,2                              |
| Карбонат     | 0                     | ,01                   | 0                               | ,05                             |
| Стронций     | 0                     | ,01                   | 0                               | ,04                             |
| Борат        | 0                     | ,01                   | 0                               | ,01                             |
| Флуорид      | 0                     | ,001                  | < 0                             | ,01                             |
| Всички други | < 0                   | ,001                  | < 0                             | ,01                             |

Морската вода е солена и, макар че нейната соленост варира, около 90% от водата в моретата съдържа 34-35 грама разтворени твърди вещества на литър – има соленост между 34 и 35‰. Като цяло солеността на повърхностните води в Северното полукълбо е по-близо до 34‰, а в Южното полукълбо – до 35‰. Разтворените в морската вода соли идват както от вливащата се в моретата речна вода, така и от морското дъно. Съставът на солите е относително постоянен във всички морета: на натрия (Na) и хлора (Cl) се падат около 85%. Останалите разтворени вещества включват метални катиони, като тези на магнезия (Mg) и калция (Ca) и аниони, като сулфатните (SO₄), карбонатните (CO₃) и бромидните. За научни и технически цели често се използва изкуствена морска вода със стандартен състав.
При липса на друго замърсяване, морската вода може да се пие, но е твърде солена – човешките бъбреци отделят урина със соленост около 20‰, така че изпиването на литър обикновена морска вода изисква изпиването на поне литър прясна вода, за да се избегне опасен излишък на натрий в организма. Без тази допълнителна вода увеличеното уриниране за отстраняване на солта предизвиква дехидратация. По подобни причини морската вода не може да се използва за напояване на повечето земеделски култури без предварително обезсоляване.
Солеността варира значително в различните части на Световния океан. При значителен приток на прясна вода край големи реки или топящи се ледници водата в морето може да бъде със значително по-ниска соленост. Най-соленото отворено море е Червено море, където силното изпарение, слабите валежи, ограниченият речен приток и затворената циркулация на теченията предизвикват необичайно висока соленост. При морета със значителен речен приток солеността е значително по-ниска. Например солеността на Черно море е едва 17,3‰.
Средната плътност на водата на повърхността е 1025 kg/m³, малко повече, отколкото тази на прясната и на чистата вода (1000 kg/m³), заради разтворените по-тежки соли. Температурата на замръзване на морската вода зависи от солеността, като при нейни средни стойности е около -2 °C. Най-студената морска вода, наблюдавана някога в течно състояние е поток под ледник в Антарктика с температура -2,6 °C.

### Вълнение
Моретата са почти непрекъснато подложени на повърхностно вълнение, предизвикано от вятъра. Морските вълни могат да изминават разстояния от хиляди километри, преди да достигнат бряг. Размерът им варира в широки граници от малки капилярни вълни до високи дълговълнови издигания на повърхността и внезапни вълни-убийци. Основните фактори, оказващи влияние върху формирането на вълните, са скоростта и продължителността на вятъра, размерите на водната повърхност, над която духа той, и дълбочината на водата.
Капилярните вълни се появяват върху гладка водна повърхност при поява на вятър, но изчезват бързо след спирането на вятъра. Тяхното поведение се определя от повърхностното напрежение. Обичайните морски вълни са по-големи и се образуват от по-дълготрайно действие на вятъра. Те се задържат много по-дълго, дори след спирането на вятъра, като осцилацията им се поддържа от гравитацията. При продължително разпространение на тези вълни от мястото на възникването им, те постепенно се разлагат по посока и дължина на вълната, образувайки устойчиви дълговълнови издигания на повърхността.
При вълнението в открито море понякога се наблюдават т.нар. вълни убийци – отделни вълни с височина, неколкократно по-голяма от тази на останалите. Те са опасни за корабоплаването поради своята внезапност. В същото време най-високите регистрирани вълни, предизвикани от вятъра, не са вълни убийци, а обикновени вълни при екстремни атмосферни условия. Височината на такива вълни може да достига до 30 m.
Особен вид вълни са цунами, които се предизвикват не от вятъра, а от геологични явления, като земетресения с епицентър на морското дъно или изригвания на вулкани край бреговата линия или на морското дъно. В дълбоки води цунами са трудно забележими, като е възможно да подмине кораб или друг плавателен съд без да бъде усетено по никакъв начин. Това е така, тъй като вълните в дълбочина имат малка височина, за сметка на много голямата си дължина. При достигане на плитки крайбрежни води височината им рязко нараства и стават опасни за крайбрежните населени места.

### Приливи и отливи
Виж основната статия: Приливи и отливи
|  |  | – |

Приливът е периодично настъпателно движение на океанската и морската вода към сушата, а отливът е периодичното отстъпателно движение на океанската и морската вода от сушата, под влияние на луната и слънцето.
Причината за тяхната поява са различните стойности на гравитационното поле в противоположните части на Земята. Тази страна на Земята, която е по-близко до Луната, се притегля с по-голяма сила от отдалечената от Луната страна. Земята се завърта около оста си веднъж в денонощието, следователно всяка точка от планетата преминава два пъти през прилив и два пъти през отлив за 24 часа или на всеки 6 часа се редуват приливи и отливи. За да сме съвсем точни, те се редуват през около 24 часа и 50 минути, колкото е синодалният цикъл на Луната.
Поради огромното разстояние тази процентна разлика по протежение на земния диаметър е 0,017%. За сравнение процентната разлика за Луната е 6,7%. Имайки предвид по-голямата сила на привличане от Слънцето, процентната разлика за Слънцето става 0,017 х 180 = 3%, което показва, че влиянието на Слънцето е около 2 пъти по-слабо от това на Луната. Приливите и отливите са най-значителни по време на новолуние и пълнолуние, тъй като Луната, Земята и Слънцето са на една линия и ефектът от Слънцето и Луната се засилва.
По това време се засилва и вероятността от земетресения, понеже разликите в гравитационното привличане влияят не само на моретата и океаните, но и на твърдата земя. Повдигането на нивото на океаните е около 1 метър над средното, което означава, че между прилив и отлив разликата е обикновено 2 метра.

### Течения
Вятърът, духащ над повърхността, причинява триене на границата между въздуха и водата. Не само че това образува вълни, но също така причинява движението на повърхностните морски води в същата посока като вятъра. Макар че посоката на ветровете е променлива, на всяко едно място те духат предимно от една определена посока и по този начин се образуват повърхностни водни течения. Западните ветрове са най-често срещани в средните ширини, докато източните доминират в тропиците. Когато водата се движи по този начин, това предизвиква и преместването на други водни маси (за да запълнят празнината) и така се формира кръгово движение на повърхностните течения, известно като обща циркулация. В световните океани има пет основни циркулации от такъв вид: две в Тихия, две в Атлантическия и една в Индийския океан. Други по-малки подобни течения се формират и в по-малки морета, а една от тях се движи около Антарктида. Те следват едни и същи маршрути в продължение на хилядолетия, като се ръководят от топографията на земята, посоката на вятъра, както и Кориолисовия ефект. Повърхностните течения се движат по посока на часовниковата стрелка в Северното полукълбо и обратно на часовниковата стрелка в Южното полукълбо. Водата, която се отдалечава от екватора, е топла, а тази, която тече към него, е загубила голяма част от топлината си. Тези течения придават умерен характер на климата на Земята, охлаждайки екваториалната област и затопляйки регионите в по-големите географски ширини.
Повърхностните течения засягат само най-горните няколкостотин метра на водните маси, но съществуват и подобни течения в дълбините на океана, причинени от движението на дълбоките слоеве на водните маси. Основното дълбоководно океанско течение преминава през всички световни океани и е известно като термохалинна циркулация (термична циркулация). Това течение е бавно и се задвижва от различията в плътността на водата, причинени от промените в солеността и температурата. В големите географски ширини водата се охлажда от ниската атмосферна температура и става по-солена, тъй като морската сол кристализира. Заедно двата фактори придават на водата по-голяма плътност. От дълбоките морета край Гренландия подобни водни маси се придвижват на юг между континенталните маси от двете страни на Атлантическия океан. Когато достигнат Антарктида, към тях се присъединяват допълнителни студени водни маси с увеличена плътност и започват да се придвижват на изток. След това те се разделят на две течения, които се движат на север, съответно в Индийския и Тихия океан. Тук те постепенно се затоплят, губят увеличената си плътност и се издигат към повърхността. Част от тези водни маси се завръща обратно в Атлантическия океан. Тази циркулация трае хиляди години.

## Флора и фауна
Моретата и океаните са дом на разнообразни форми на живот, които го използват като местообитание. Тъй като слънчевата светлина осветява само горните слоеве, по-голямата част от водите се намира в постоянен мрак. Тъй като различните дълбочини и температурни зони осигуряват местообитание за уникален набор от видове, морската среда като цяло обхваща огромно разнообразие от живи организми. Морските местообитания варират от повърхностните води до най-дълбоките океански ровове, включително коралови рифове, морски ливади и гори, приливни зони, кални, пясъчни и каменисти морски дъна и пелагични зони. Организмите, които живеят в моретата, варират от китове с дължина до 30 m до микроскопични фитопланктон и зоопланктон, гъби, бактерии и вируси, включително откритите морски бактериофаги, които живеят паразитно в друга бактерия. Морският живот играе важна роля в кръговрата на въглерода.
Възможно е животът на Земята да е възникнал първоначално в моретата, където са представени всички основни групи животни. Учените се разделят в мненията си по отношение на това къде точно е възникнал животът: експериментите Милър-Юри предполагат възникването на разредена химична супа в открито море, но по-новите предположения включват и възникването на живота първо край вулканични горещи извори, фини глинести седименти или край дълбоководните вентилационни комини - всяка от тези възможности би осигурила защита от ултравиолетовата радиация, която по това време не е била блокирана от все още тънката атмосфера на Земята.:с. 138 – 140
Морските местообитания могат да се разделят хоризонтално на крайбрежни и местообитания в открито море. Крайбрежните местообитания се простират от бреговете до края на континенталния шелф. По-голямата част от морския живот се намира в крайбрежните местообитания, макар че площта на шелфовете заема едва 7% от общата площ. Местообитанията в открито море се намират отвъд ръба на континенталния шелф. По подобен начин морските местообитания могат да се разделят вертикално на пелагични (в открити води), придънни (точно над морското дъно) и дънни (бентални) зони на местообитание. Друго деление може да е по географска ширина – от тропически и умерени зони до зони в полярните води.:с. 150 – 151
Кораловите рифове заемат по-малко от 0,1% от световната океанска повърхност, но техните екосистеми включват 25% от всички морски видове.

## Класификация

### По обособеност
Според вида на обособяване от океаните, моретата се разделят на четири групи:
- периферни – граничат с континентите, без да се вдават в сушата. Най-често са разделени от океаните посредством острови и полуострови. Заемат обикновено шелфа и континенталния склон, а понякога обхващат и части от дълбоководните участъци на океана.
- междуконтинентални – разположени между два или повече континента. Свързани са с океана чрез протоци. Обхващат обикновено пределите на съвременните геосинклинални области, отличават се с голяма дълбочина и често имат множество острови. В тях има система от морски течения, приливи и особено вертикално разпределине но температурата, солеността, плътност и газове.
- вътрешноконтинентални – вдадени са дълбоко в континентите. Връзката им с океаните е осъществена чрез тесни протоци.
- междуостровни – разположени между повече или по-малко острови, подводните прагове между които препятстват свободния водообмен между тях и откритите части на океана. В геоструктурно отношение принадлежат предимно към съвременните геосинклинални области.

Някои от моретата могат да бъдат причислявани към повече от една група.

### По океан
| Тихи океан | Атлантически океан | Индийски океан | Северен ледовит океан | Южен океан |
| --- | --- | --- | --- | --- |
| - Море Бали – междуостровно - Море Банда – междуостровно - Берингово море – периферно, междуконтинентално - Море Висаян – междуостровно - Вътрешно Японско море – междуостровно - Източнокитайско море – периферно - Жълто море – периферно - Море Камотес – островно - Коралово море – периферно - Море Коро – междуостровно - Море Минданао – междуостровно - Молукско море – междуостровно - Новогвинейско море – периферно, междуостровно - Охотско море – периферно - Море Саву – междуостровно - Море Самар – междуостровно - Море Серам – междуостровно - Море Сибуян – междуостровно - Соломоново море – междуостровно - Море Сулавеси – междуостровно - Море Сулу – междуостровно - Тасманово море – периферно - Море Фиджи – периферно - Филипинско море – периферно - Море Флорес – междуостровно - Море Халмахера – междуостровно - Южнокитайско море – периферно - Яванско море – междуостровно - Японско море – периферно | - Азовско море – вътрешноконтинентално - Балтийско море – вътрешноконтинентално - Бяло море – вътрешноконтинентално - Ирландско море – междуостровно - Карибско море – периферно, вътрешноконтинентално - Келтско море – междуостровно - Море Лабрадор – периферно - Мексикански залив – периферно - Саргасово море – без брегове - Северно море – периферно - Море Скоша – междуостровно - Средиземно море – междуконтинентално - Адриатическо море – вътрешноконтинентално - Алборанско море – междуконтинентално - Балеарско море – вътрешноконтинентално - Йонийско море – вътрешноконтинентално - Критско море – вътрешноконтинентално - Лигурско море – вътрешноконтинентално - Мраморно море – междуконтинентално - Тиренско море – вътрешноконтинентално - Егейско море – междуконтинентално - Черно море – междуконтинентално | - Андаманско море – периферно - Арабско море – периферно - Персийски залив – вътрешноконтинентално - Арафурско море – периферно, междуконтинентално - Бенгалски залив – периферно - Тиморско море – периферно, междуконтинентално - Червено море – междуконтинентално | - Баренцово море – периферно - Бафиново море – междуостровно - Море Бофорт – периферно - Бяло море – вътрешноконтинентално - Гренландско море – периферно - Източносибирско море – периферно - Карско море – периферно - Печорско море – периферно - Море Лаптеви – периферно - Море Линкълн – периферно - Норвежко море – периферно - Хъдсънов залив – вътрешноконтинентално - Чукотско море – периферно | - Море Амундсен – периферно - Море Белингсхаузен – периферно - Море Дейвис – периферно - Море Д`Юрвил – периферно - Море Космонавти – периферно - Море Лазарев – периферно - Море Моусън – периферно - Море Рисер Ларсен – периферно - Море Рос – периферно - Море Сомов – периферно - Море Съдружество – периферно - Море Уедъл – периферно |

### По температура на повърхностните води
Според температурата на повърхностните си води моретата се делят на тропически, морета от умерената зона и полярни. Тази класификация практически не се използва.

### По соленоводност
По степента на соленост се различават силносолени и слабосолени морета.
Силносолените морета са морета, имащи по-висока от океанската соленост, благодарение на активното изпарение, а водообменът им се състои в отток на повече солена морска вода от по-ниските слоеве, и приток на прясна вода в повърхностните слоеве през проливи към океана. Пример за това е Червено море.
Слабосолени морета са морета, имащи по-ниска от океанската соленост, благодарение на това, че притокът на прясна вода от оттока на реките и валежите не се компенсира от изпарението. В този случай водообменът се състои в отток на по-малко солена морска вода от повърхностния слой и приток на повече солена вода в придънните слоеве през проливи. В такива басейни често водообменът от придънните слоеве е недостатъчен за поддържане на необходимото за съществуване на повечето биологически видове съдържание на кислород. Пример за това е Черно море.

### По брегова линия
Различават се силноизразена и слабоизразена брегова линия. Интересно е да се отбележи например, че Саргасово море въобще няма брегова линия.